# ژانگ وایهونگ
ژانگ وایهونگ (انگلیسی: Zhang Weihong؛ زادهٔ ۳۱ ژانویهٔ ۱۹۶۳) بازیکن هندبال اهل چین بود.